# Manuel Levinsky
Manuel Levinsky Busman (Grayevo, Polonia; 6 de diciembre de 1923 - Ciudad de México, 5 de septiembre de 2008) fue un escritor, periodista, deportista, cantante de tangos y pintor mexicano, de origen judeopolaco y de religión judía que obtuvo gran reconocimiento por su liderazgo sionista y la dedicación a su causa.

## Biografía
Manuel Levinsky contrajo matrimonio con Guitl Kenigsberg. Fue hijo de Moshe Levinsky y su esposa, Mindele Busman de Levinsky. Llegó a México en marzo de 1933, a la edad de 9 años, procedente de su natal Grayevo, un pequeño poblado polaco que tenía una proporción considerable de habitantes judíos.
Desde su juventud, “se distinguió como un hombre íntegro que dedicó su vida a la causa sionista, en la que se inició como instructor de jóvenes en el Hashomer Hatzair, y fue escalando peldaños hasta llegar a presidir la Organización Sionista Juvenil y más adelante la Segunda Generación del Comité Cultural del Keren Hayesod, posteriormente fue Presidente del Keren Kayemet Leisrael y de la Organización Sionista General Unida de México, así como de la Federación Sionista, de la que fue el fundador (1974) y presidente honorario y vitalicio de la Asociación de Periodistas y Escritores Israelitas de México (APEIM).
“Además, poco antes de su deceso lo habían distinguido como Presidente Honorario y Vitalicio, del Keren Kayemet Leisrael, y justamente un mes antes de su fallecimiento, había sido nombrado Presidente de la Academia del Instituto Mexicano de Ciencias y Humanidades, además su nombre fue perpetuado en la Sala de Arte y Cultura del Centro Social de la Comunidad Judía de Puebla.”

## Escritor polifacético
En 1989 Levinsky comenzó su colaboración con el grupo de escritores de la revista Foro de la Vida Judía, donde escribía una columna mensual bajo el título de “Un Personaje en el Foro”, dedicada la biografía de gente que sobresalió en ciencias, política, arte, literatura y deportes. Asimismo, publicaba sus artículos semanales sobre Medio Oriente en el periódico del Centro Deportivo Israelita. Además, fue miembro del Instituto Mexicano de Ciencias y Humanidades A.C., en cuyas Memorias colaboró y de la Sociedad Mexicana de Geografía y Estadística, donde fue vocal.

## Premio Manuel Levinsky
Tras su fallecimiento, André Moussali y Manuel Taifeld crearon el Premio Manuel Levinsky que entrega anualmente la Asociación de Periodistas y Escritores Israelitas de México.

## Obras
- Alex, perfil de un joven sin rumbo
- Cien personajes
- El Coyote Flaco
- El Clóset y el Sillón
- Guedale el Inmigrante
- Los Criptojudíos en Hispanoamérica
- Rehén: la humanidad. Coautorː Eduardo Coló Medina
- Robert Briscoe